# スパニッシュ・アパートメント
『スパニッシュ・アパートメント』（原題：L'Auberge Espagnole, 英題：Pot Luck）は、セドリック・クラピッシュ監督による2002年製作の青春映画。この後『ロシアン・ドールズ』（2005年）・『ニューヨークの巴里夫』（2013年）と続く、クラピッシュの「青春三部作」の一作目。
2004年ゆうばり国際ファンタスティック映画祭（2月20日）招待作品。

## ストーリー
主人公のグザヴィエは故郷のフランスを離れ、一年の間スペイン・バルセロナの経済学大学院で勉強することになる。スペインを訪れた初め、グザヴィエは空港で出会った医師のジャン・ミシェルとその妻アンヌ・ソフィのもとで過ごす。その後、同年代の若者が住むシェアハウスに住む。そこでしばらく過ごしながら生活していると、グザヴィエの恋人であるマルティーヌがアパートを訪れる。そこでグザヴィエは彼女との間の軋轢を感じる。彼はその後、アンヌ・ソフィと遊ぶようになり、マルティーヌとの約束を破ってしまうことで二人の関係はさらに悪化する。しかし一方でソフィとの関係は良好なものになる。そんな中でグザヴィエはスランスに帰りマルティーヌに会うが、恋人よりも勉学の方を重んじているとして拒絶されてしまう。そのことを気にしてしまってアンヌとうまく付き合えなくなってしまったり、ルームメイトのウェンディに対して失礼な言動をしたりする。その後、うつ病のような症状が出たためにジャン・ミシェルに会い、診断してもらう。そして、その診断結果をもらう際にアンヌとの不倫がばれてしまって絶交される。そんな時に、ウェンディの不倫が恋人にばれてしまいそうになるのをルームメイトと一緒に助ける。
そうして、グザヴィエが留学してから一年が過ぎ帰国する前日に知り合いとパーティを開き、そこでジャン・ミシェルとアンヌ・ソフィ夫妻と和解する。帰国後、マルティーヌとも話す。
さらにそれからしばらくたってグザヴィエは官僚になるが退職し、幼いころからの夢であった作家を目指す。

## 登場人物

### グザヴィエ（ロマン・デュリス）
フランス人の大学生。スペインの大学で経済学を専攻している。マルティーヌという恋人がいる。幼い時に作家を夢見ていた。父親の知人であるジャンシャルルという人物からスペイン経済の分野で研究免状をとり、スペイン語を習得したら政府の重役にすると言われ、留学をする。

### マルティーヌ
グザヴィエの恋人。フランス人。グザヴィエが留学することに反対し、留学後も電話をかけたりした。さらに、アパートに訪れたり、誕生日にスペインまで行くなどグザヴィエに会おうとする。

### アレッサンドロ
イタリア出身のシェアハウスの住人。

### トビアス
ドイツ出身のシェアハウスの住人。大学生でありマーケティング理論のテスト勉強を行っていた。ノートに引く線を定規を使って引いていたり、ベッドの上が整理整頓されていたりと言った行動からウィリアムに几帳面な性格であると評価される。

### ラース
デンマーク出身のシェアハウスの住人。以前、パリに留学しておりフランス語を話すことができる。

### ウェンディ（ケリー・ライリー）
イギリス出身のシェアハウスの住人。綺麗好きであり、部屋を汚く使う住人に対して不満を漏らしたりする。また、アパートの中で彼女の部屋だけがきれいな状態を保っているため、住民が煙草を吸いに彼女の部屋に行く描写がある。ウィリアムという弟が一人いて、アパートに2から3週間泊めた。毎日決まって日記をつける習慣がある、そのことからグザヴィエに真面目であると評価された。アリステアという恋人がいるがアメリカ人の男性と浮気している。

### ソレダ
スペイン出身のシェアハウスの住民。

### ジャン・ミシェル
デル・マル病院に勤める神経科医。空港にいたグザヴィエに対して困ったら連絡するように言い、住む場所がない彼を家に泊めた。

### イザベル（セシル・ドゥ・フランス）
ベルギー人の大学生。グザヴィエと同じ大学の同じ学部に所属している。アパートの家賃が上がったのきっかけにシェアハウスの住人になった。作中でグザヴィエに対してレズビアンでありアパートに女友達を呼んで行為をしていると話す。また、グザヴィエに女性との性交渉の仕方についてアドバイスした。グザヴィエが女性であったら交際しているだろうという程彼のことが好きである。

### アンヌ・ソフィ
ジャン・ミシェルの妻。フランス人で結婚を機にスペインに移住してきた。作中ではスペイン語を勉強している最中であり達者に話すことができない。グザヴィエが留学し始めた時の悲しい気持ちを自身と重ね合われて共感してくれる理解者であった。

### ウィリアム
ウェンディの弟。フランスからスペインに来るにあたって2から3週間ほどアパートに泊まる。その際に、スペインを文化的にバカにするような言動をしたためにソレダに嫌われる。さらにトビアスに対してドイツ人だから整理整頓するきちんとした性格であり、それはヒトラーが作ったものだ、というようなことを言ったために彼にも嫌われる。アンナという女性との間に子供を授かっていたが、彼女がアパートを訪ねてくるまでそのことを知らなかった。

## キャスト
| 役名           | 俳優                       | 日本語吹替 |
| -------------- | -------------------------- | ---------- |
| グザヴィエ     | ロマン・デュリス           | 竹本孝之   |
| アンヌ＝ソフィ | ジュディット・ゴドレーシュ | 三石琴乃   |
| マルティーヌ   | オドレイ・トトゥ           | 松谷彼哉   |
| イザベル       | セシル・ドゥ・フランス     | 魏涼子     |
| ウェンディ     | ケリー・ライリー           | 園崎未恵   |
| ウィリアム     | ケヴィン・ビショップ       |            |

## サウンド・トラック
- レディオヘッド - No Surprises
- ダフト・パンク - Aerodynamic
- Sonia & Selena - Que Viva La Noche
- マルカントワーヌ・シャルパンティエ - Te Deum
- アリ・ファルカ・トゥーレ - Ai Du
- フレデリック・ショパン - 「ワルツ第7番嬰ハ短調作品64-2」

## 賞歴
受賞
- 2003年セザール賞 - 新人女優賞（セシル・ドゥ・フランス）
- 2003年リュミエール賞（フランス語版） - 若手女優賞（セシル・ドゥ・フランス）

ノミネート
- 2003年セザール賞 - 作品賞、監督賞、助演女優賞、脚本賞、編集賞